# Pål Svensson

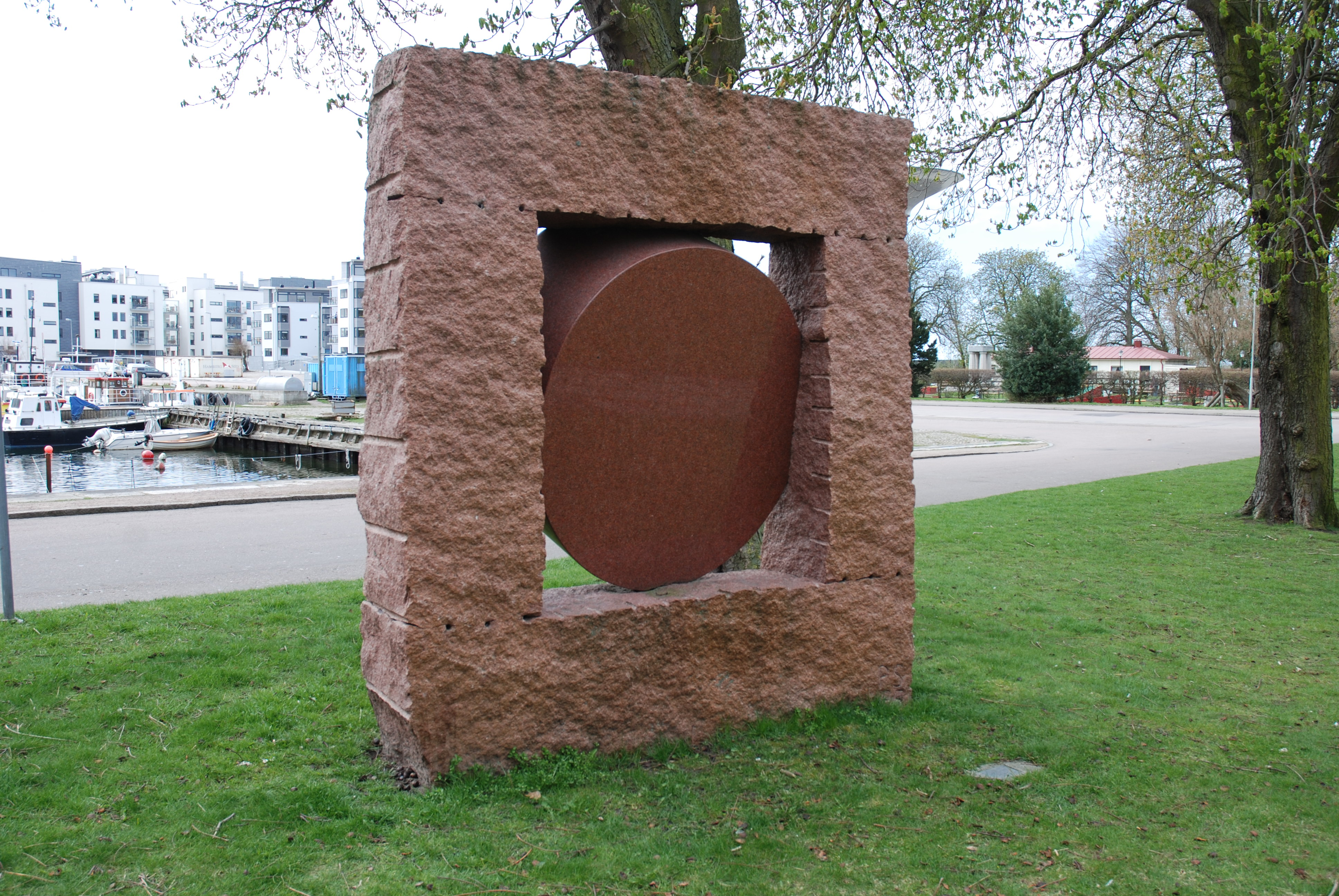
Vattenhjul, röd vångagranit, Kaptensgårdens skulpturpark i Landskrona.

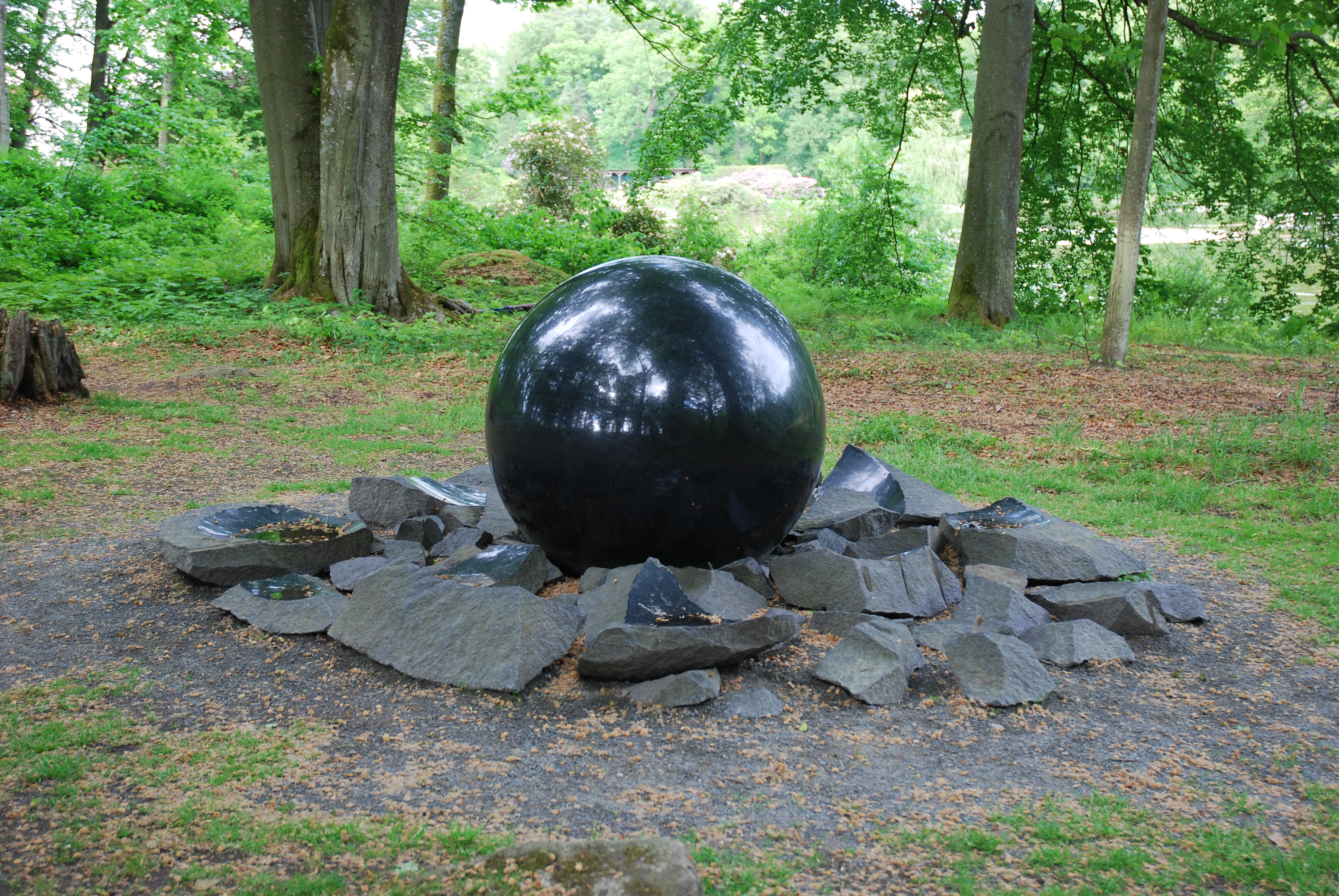
Sprungen ur, Wanås skulpturpark, diabas

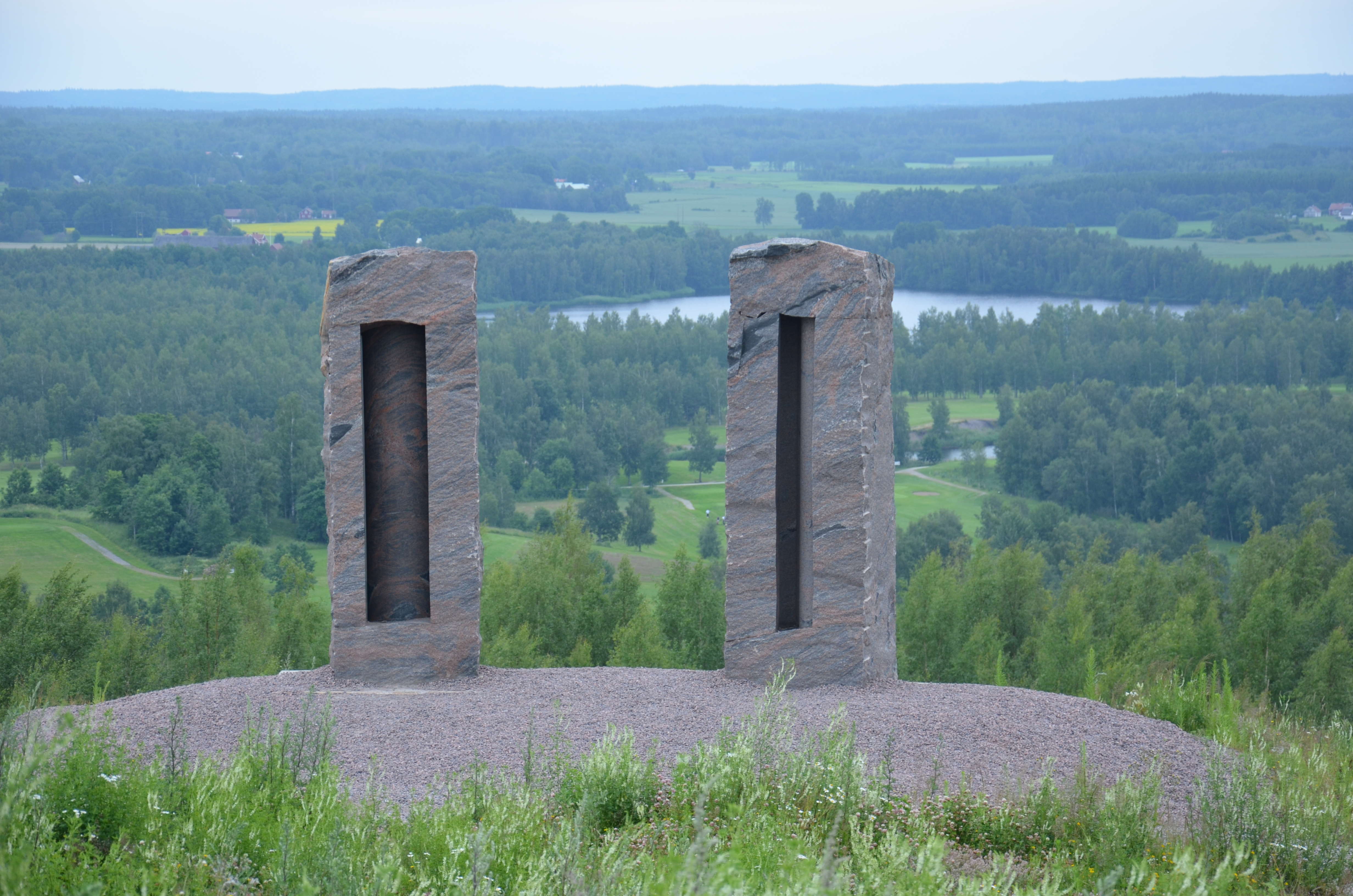
Ljusrum I och Ljusrum II, Konst på Hög, hallandsgnejs

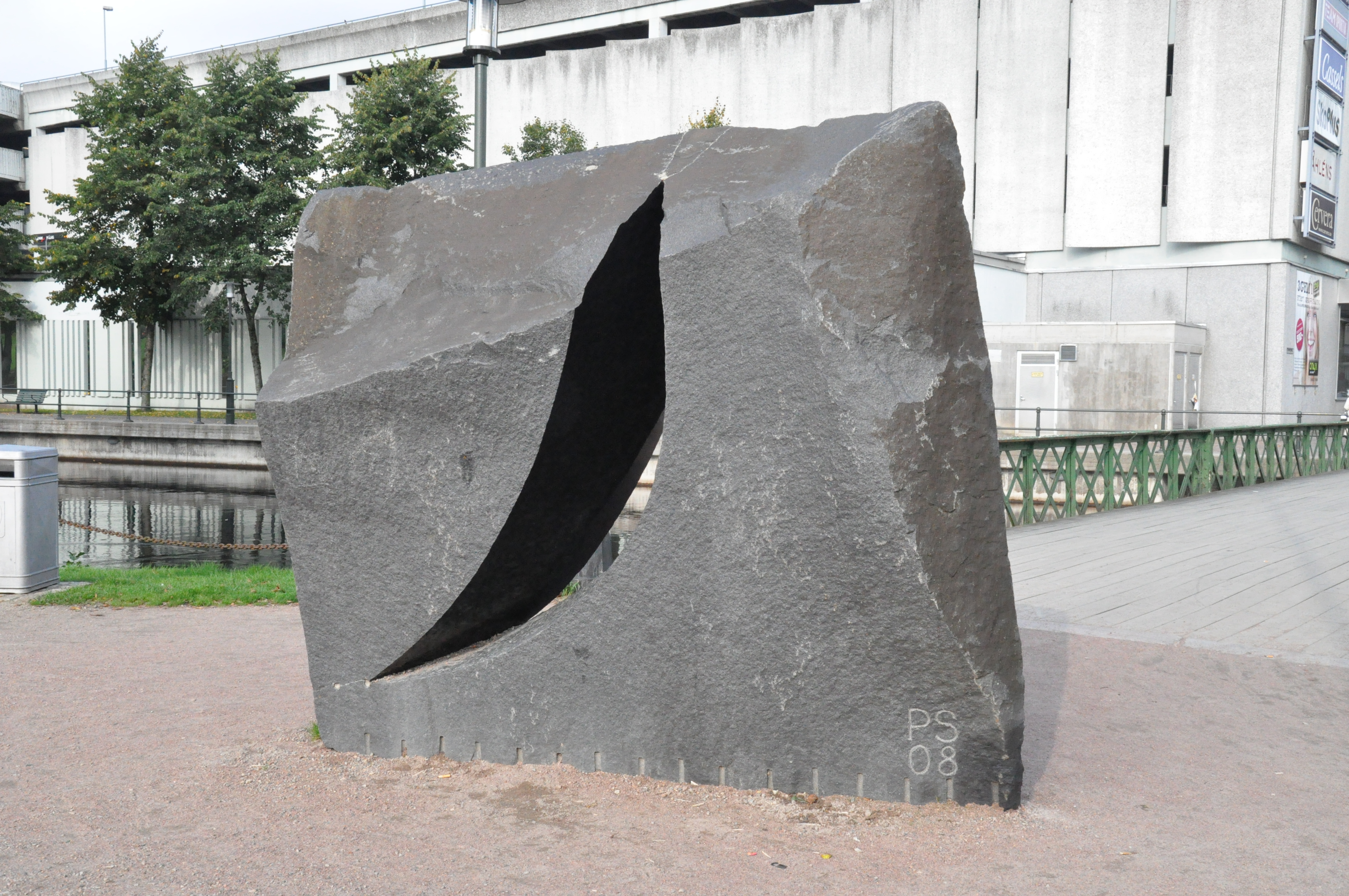
Slits i Borås

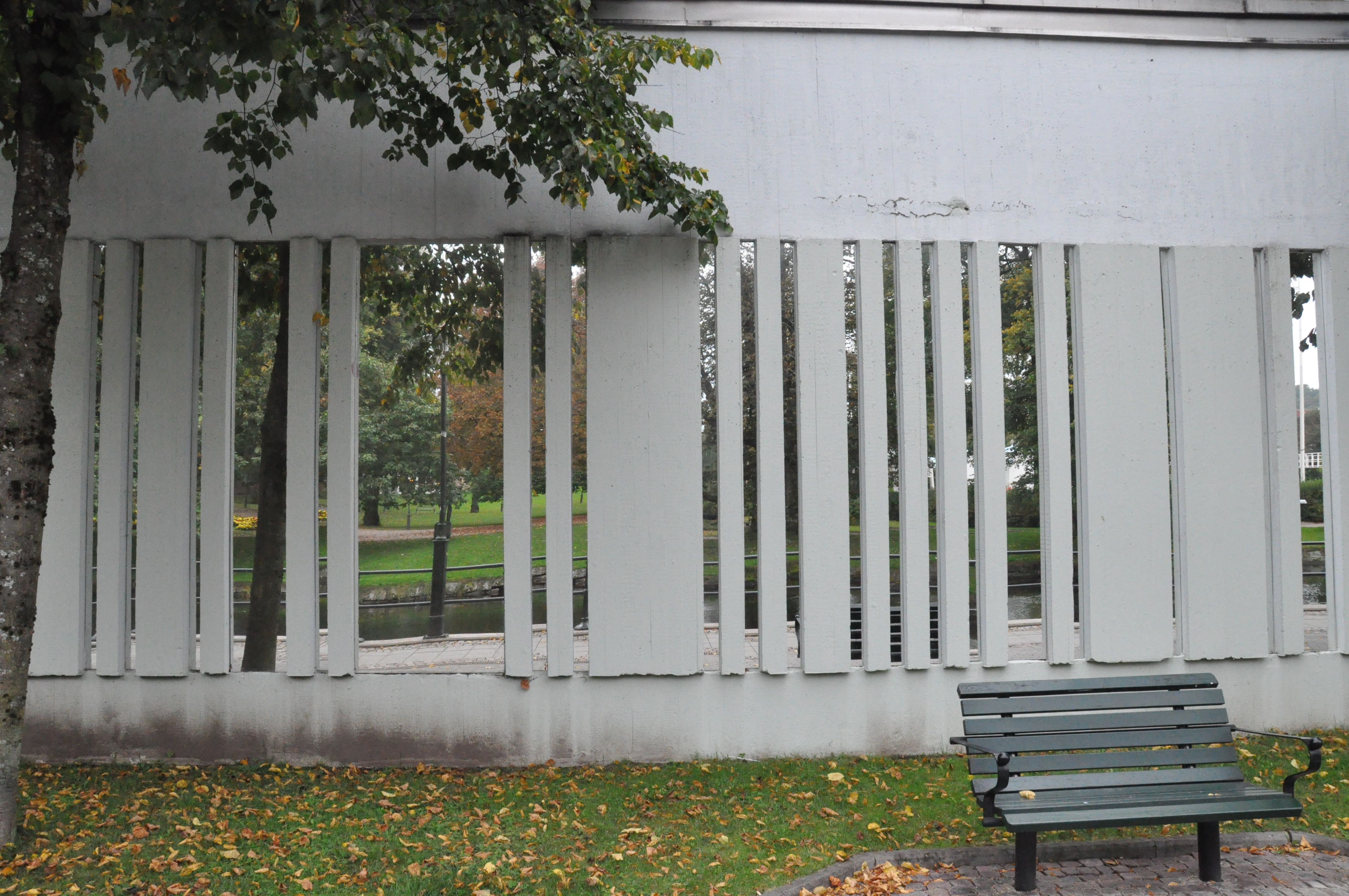
Streckkod i Borås

Pål Svensson, född 5 juli 1950 i Falkenberg, är en svensk skulptör.

## Liv och verk
Pål Svensson är son till jägmästaren Tore Svensson och Gunn Svensson och växte upp i Göteborg. Han utbildade sig i samhällsplanering 1970-75 på Göteborgs universitet och parallellt under tre år i skulptur på Konstindustriskolans aftonskola. Efter arbete som bland annat kommunsekreterare i Vårgårda kommun studerade han skulptur på Hovedskous Målarskola i Göteborg 1978-79 och på Konsthögskolan Valand 1979-84.
År 1985 hade Pål Svensson sin första separatutställning på Galleri Rotor i Göteborg. Han har utfört en rad offentliga skulpturer i sten och i metall.
Han fick Sten A Olssons kulturstipendium 1999.

## Offentliga verk i urval
- Den hemlighetsfulla porten, diabas, 1986, i Trädgårdsföreningen i Göteborg
- Under ytan finns grunden, mosaik, granit, 1986, tunneln mellan Östra Nordstan och Göteborgs centralstation
- Vriden form, röd bohusgranit, 1986, Björndammen i Partille
- Andligt rum, 1986, Haga i Göteborg
- Vakt, 1988, Tullen på Arlanda flygplats i Märsta
- Möte, 1989, järnvägsstationen i Kungsbacka
- Vattenfallet, planglas, neon, 1992, Göteborgs-Posten i Göteborg
- Havsspegel, rostfritt stål, Rya Kraftvärmeverk i Göteborg
- Gestalt och berg, bohusgranit och diabas, Toredammen i Göteborg
- Axel, röd bohusgranit, Arlanda stad i Märsta
- Fossil, Brastad
- Svävande, röd bohusgranit, 1991, bostadsområde i Falköping
- Pietá, röd och grå bohusgranit, 1991, Hällsvik i Göteborg
- Enhet II, röd bohusgranit, 1992, Frösunda Center, Solna
- Tre fossiler, grå bohusgranit, 1992, Fisketorget i Karlshamn
- Två skallar, diabas och vångagranit, 1992, utanför Naturhistoriska riksmuseet i Stockholm
- Formation i sten, sex skulpturer i granit (bland andra Stapel och Formation i sten), 1992,  på Östra Storgatan samt i Borgmästargränd och Lantmätargränd i Jönköping
- Mellanrum, diabas och granit, 1993, Grafiskt centrum i Tumba
- Ax, diabas och vångagranit, 1993, Kvarntorget i Kristianstad
- Tub, Kub och Boj, granit, 1993, Sörhallskajen i Eriksberg i Göteborg
- Puck, hallandsgnejs, 1993, Eriksbergskajen i Göteborg
- Vattnets väg till havet, grå bohusgranit, 1993, Eriksberg i Göteborg
- Kluven björkstam, 1994, Nääs herrgård, Tollered
- Sommarbrunn - vinterlykta, gnejs och granit, 1994, Stortorget i Ängelholm
- Nätverk, rostfritt stål och brons, grindar till entrén till Göteborgs konstmuseum
- Sprungen ur, diabas, 1996, Konsthallen Hishults skulpturpark och Wanås skulpturpark
- Att se in i ljuset, 1996, Viskastrandsgymnasiet, Borås
- Hope, 1997, Ma'alot i Israel
- Enhet, gnejs, 1997, Falkenberg
- Rymdspegel, diabas och älvdalskvartsit, 1997, Ericsson AB i Mölndal
- Vattenport, gnejs, 1998, Ryaverket i Göteborg
- Ljusrum I och Ljusrum II, gnejs, 1998, Konst på Hög, Kvarntorp
- Kolvringar, rostfritt stål och brons, 1998, utanför Daros AB i Mölnlycke
- I rörelse, hallandsgnejs, 1998, Kilafors järnvägsstation
- Att se in i ljuset, diabas, 1999, Farum skulpturpark i Danmark
- Vindöga, 2000, Farum bytorv i Danmark
- Vriden pelare, fontän i diabas, 2000, Hotell Tylösand i Halmstads kommun
- Black Sun and Silver Moon, rostfritt stål och (svart) järn, 2000, Farum Arena i Danmark
- Stigande sten - fallande vatten, bänk, 2000, Drottning Kristinas passage i Halmstad
- Bågar och linjer, kalksten, 2000, två rondeller i Skövde
- Silverbåge, rostfritt stål, 2001, utanför Svenska mässan vid Korsvägen i Göteborg
- Himmelsbåge, rostfritt stål och brons, 2001, Skanska i Solna
- Staket med fiskar, stål och brons, 2001, Eriksbergskajen i Göteborg
- Ljusskåp, diabas, 2002, (2002, Johannesplatsen i Kumla
- Vindöga, diabas, 2002, Storatorp i Göteborg
- Hallefallet, diabas och kalksten, 2002, Hallenbergsrondellen i Skövde
- Vattenverk, bohusgranit, 2002, Rörbäcksplatsen i Falkenberg
- Gap, diabas, 2003, Diagnostiskt centrum vid Malmö Allmänna Sjukhus
- Sprungen ur II, diabas, 2004, Posten i Tomteboda i Solna
- Slits, polerad diabas, 2008, Stadsparken i Borås. Med denna deltog Pål Svensson 2010 i Borås internationella skulpturfestival.
- Streckkod, formering av glas, 2008.  längs en varuhusvägg utmed Viskan i Borås
- Pålarne, grå och röd bohusgranit med glaslaminerade akvarellmålningar, 2009, utanför Fjällbacka kyrka (tillsammans med Arne Isacsson)
- Sote märke, röd bohusgranit med glaslaminerade akvarellmålningar, 2009, på Ångbåtskajen i Kungshamn (tillsammans med Arne Isacsson)
- Vattensnäckan, vattenspel, 2010, Ryaverken i Göteborg
- Utblick, röd bohusgranit, 2011, Härlidsberget i Grebbestad
- Utkik, grå bohusgranit, 2012, Skolberget i Grundsund
- Skeppet, diabas, 2013, vid Amiralitetskyrkan i Karlskrona
- Vassen, Vatten, Skogen, Vinter, konstnärlig utsmyckning i vägtunneln Norra länken, Stockholm, 2014
- Insikt/Utsikt, skulptur i diabas, 2015, Posthusplatsen i Malmö
- Infinite Eight, skulptur i diabas, 2019, Jule Collins Smith Museum of Fine Art, Alabama, USA

## Bildgalleri

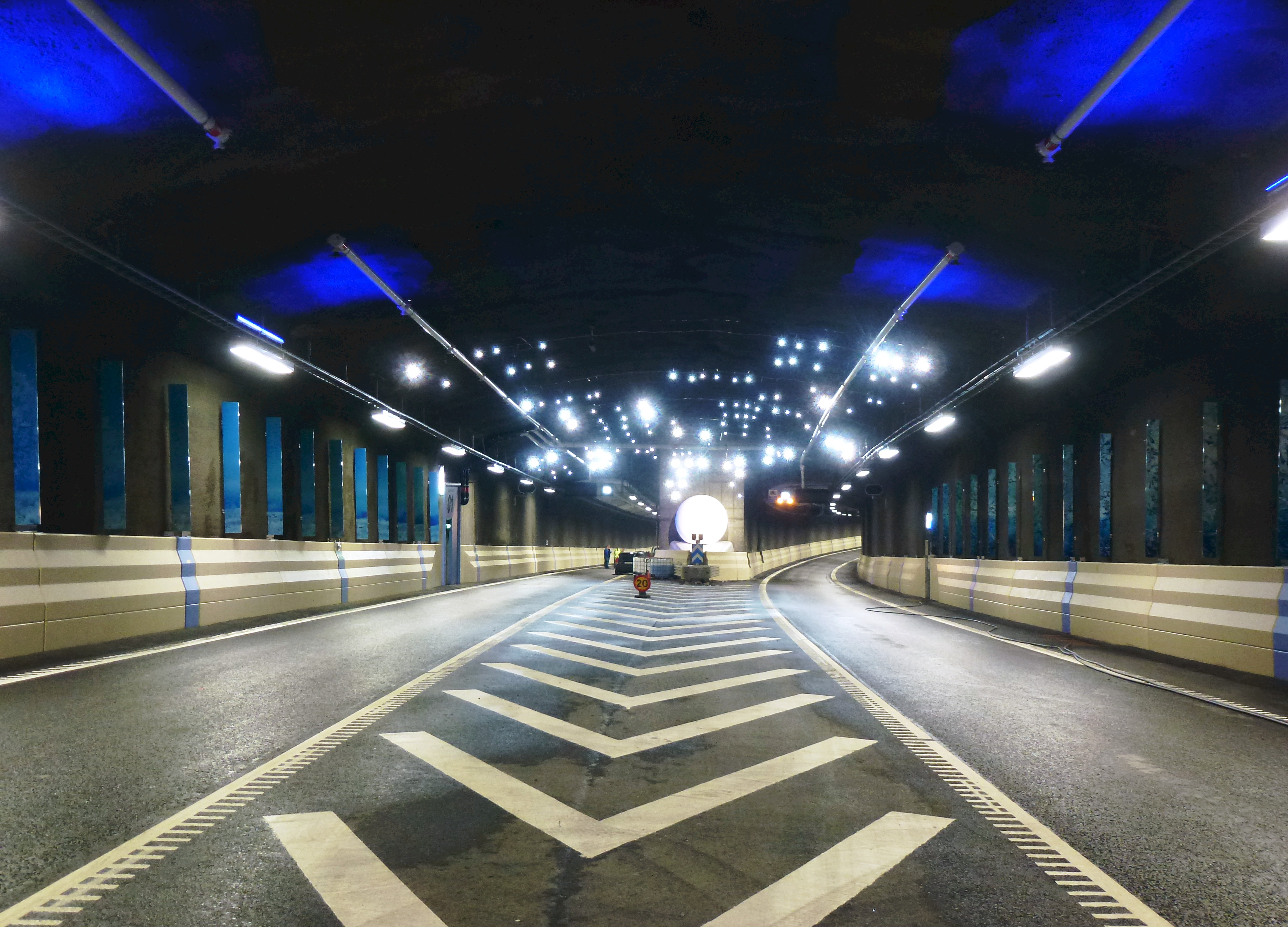
Vinter i Norra länken
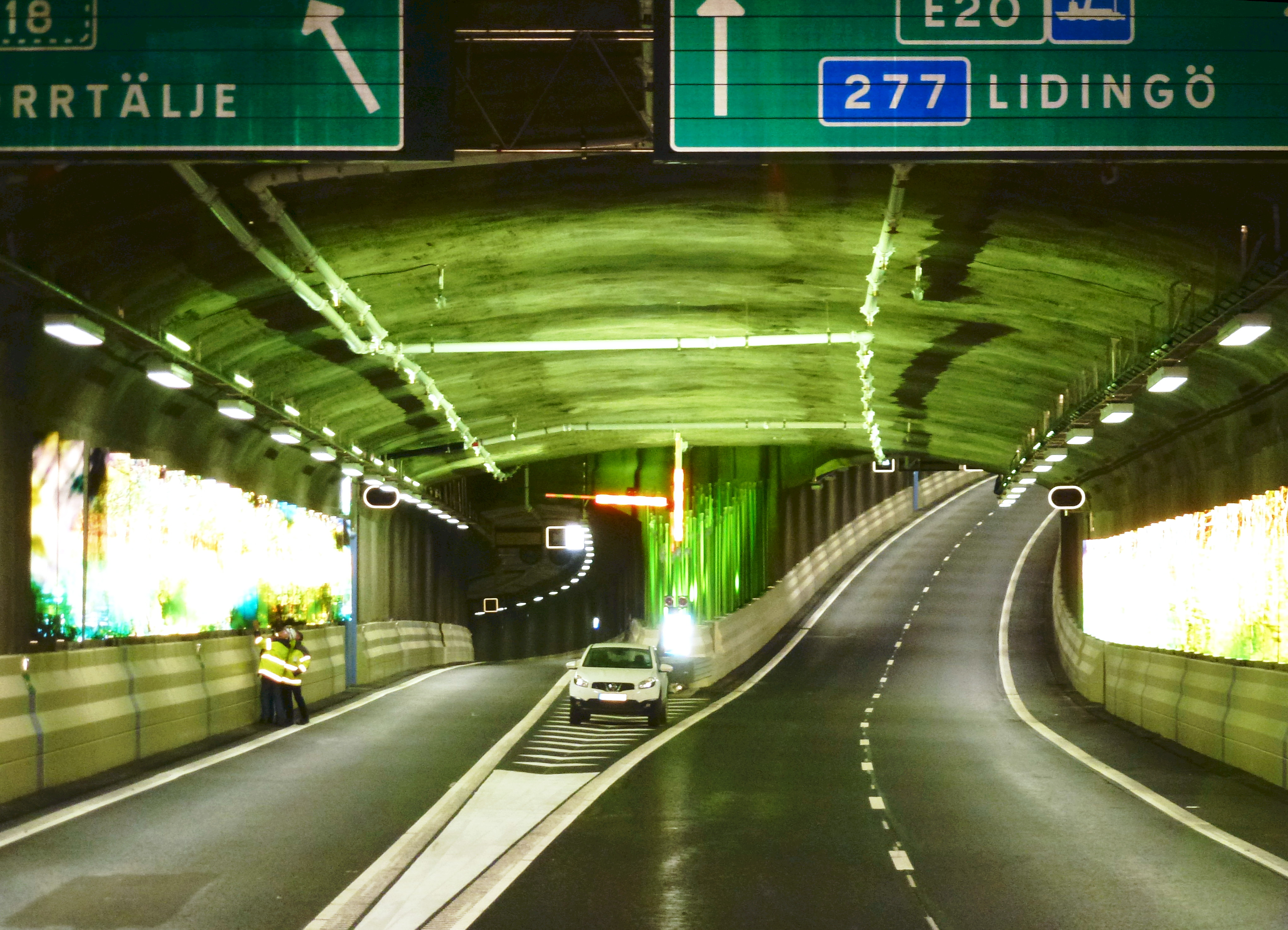
Vassen i Norra länken
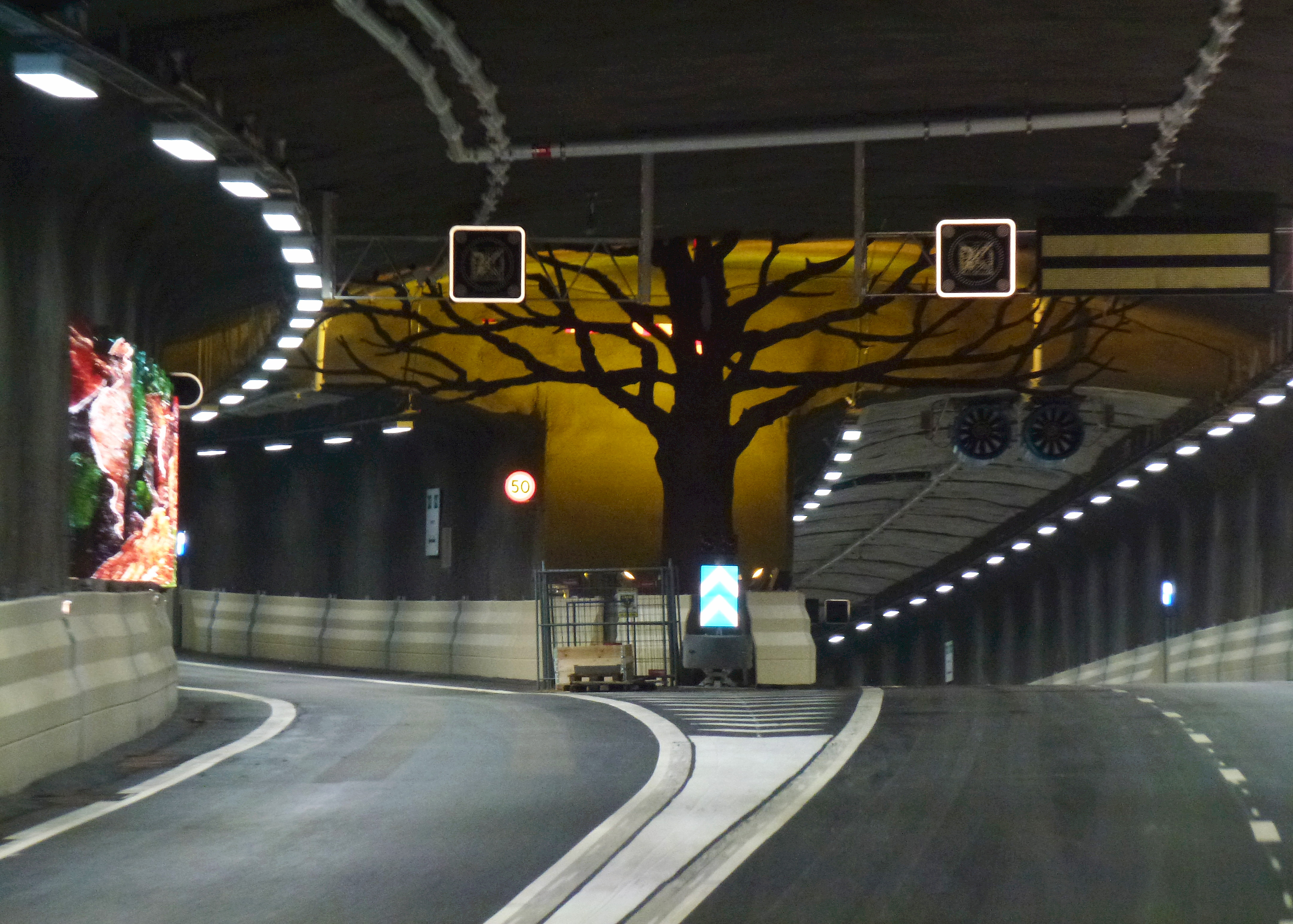
Skogen i Norra länken